# استارت هولمز
استوارت هولمز (انگلیسی: Stuart Holmes؛ ‏ ۱۰ مارس ۱۸۸۴ – ۲۹ دسامبر ۱۹۷۱) بازیگر اهل ایالات متحده آمریکا بود.
از فیلم‌هایی که وی در آن نقش داشته است، می‌توان به دختر خدایان، پیروزی سیاه، دلقک تمام‌عیار، آیا لازم است مردان بلندقد ازدواج کنند؟ و عافیت‌طلبان اشاره کرد.